# Zaldibar
Zaldibar è un comune spagnolo di 2 877 abitanti situato nella comunità autonoma dei Paesi Baschi.